# Prustka obecná

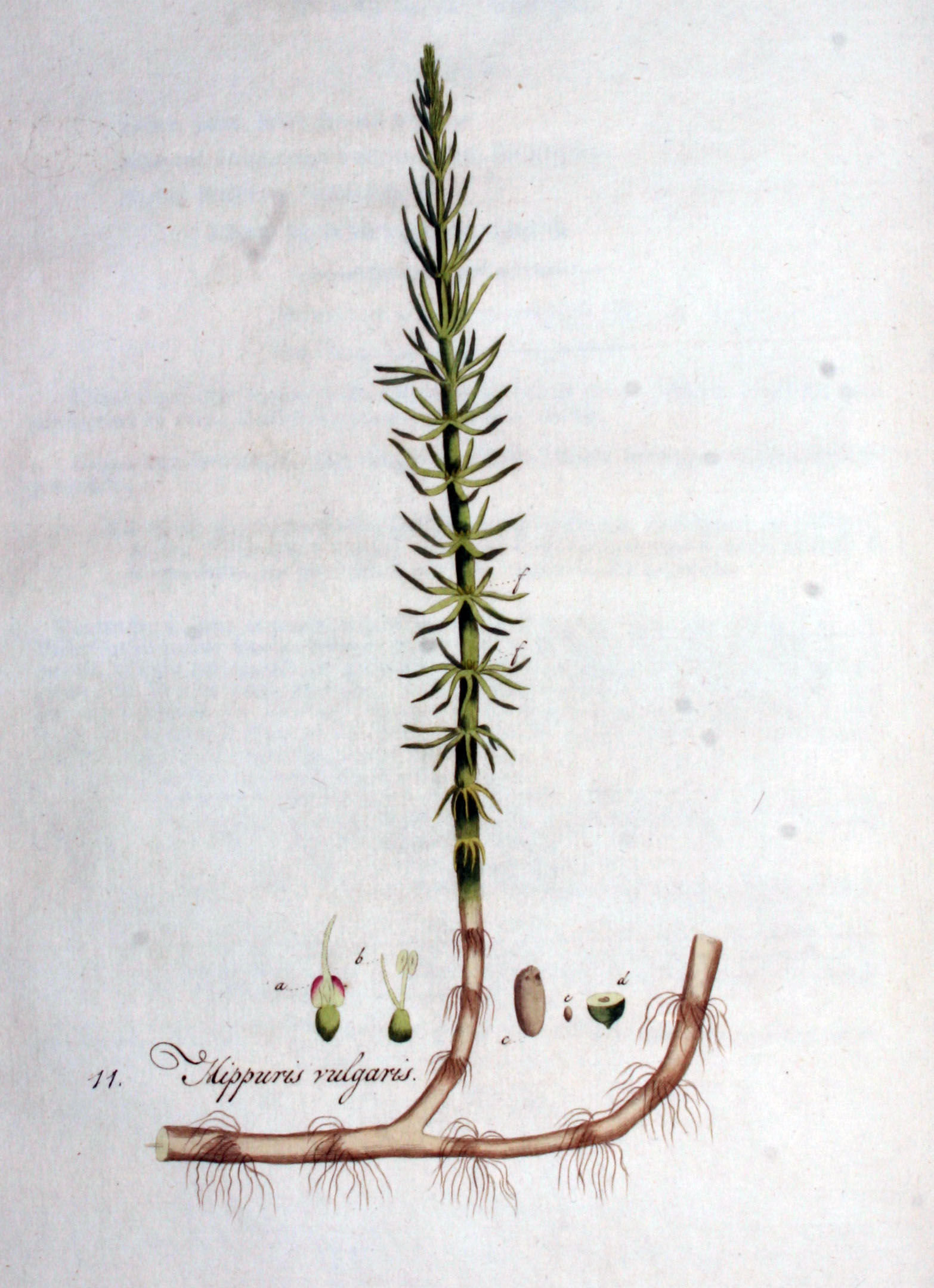
Zobrazení prustky obecné

Prustka obecná (Hippuris vulgaris) je vodní rostlina, jediný druh rodu prustka který se v české přírodě vyskytuje. Je vytrvalou bylina rozšířenou, vyjma nejteplejších oblastí, po celé Evropě, Severní a Jižní Americe i východní Asii; v tropech však neroste.
V České republice je, podobně jako na Slovensku, rostlinou poměrně vzácnou a je před vyhynutím chráněna zákonem. V Čechách se vyskytuje ojediněle, nejčastěji v dolním Povltaví, Polabí a Poohří, na Moravě ve středním Pomoraví a v Podyjí. Úplně vymizela z rybničnatých oblastí v jižních Čechách a na severní Moravě. Řada původních lokalit zanikla, naopak byly zjištěny nové, z nich některé byly založeny uměle.

## Ekologie
Roste ve stojaté nebo jen líně tekoucí vodě, její výška hladiny může kolísat. V tekoucí vodě mívá delší lodyhu unášenou po hladině. Obvykle se vyskytuje u břehů rybníků, tůní, ve slepých ramenech řek, v odvodňovacích kanálech i na rýžových polích v hlinitých a jílovitých půdách tvořících bahnitá dna. Prospívá ve vodách středně obohacených živinami, požadavkem je však dostatek vápníku. Může krátkodobě růst i mimo vodu v silně provlhlém substrátu, kde vytváří celkově drobnější, plazivou suchozemskou formu, špatně ale přezimuje. Nejlépe ji vyhovuje hloubka okolo 30 cm, dokáže však vegetovat i ve vodním sloupci vysokém 200 cm. Je jednou z mála vodních rostlin rostoucích ve studených arktických vodách.

## Popis
Rostlina otevřené vodní hladiny s nevětvenou lodyhou dlouhou 10 až 100 cm (ojediněle i 200 cm) a silnou asi 2 mm. Vyrůstá z tlustého, plazivého, rozvětveného oddenku a je vyplněna provzdušňovacím pletivem (aerenchymem) vytvářející oka okolo středního dutého válce. Lodyha bývá vzpřímená, obloukovitě vystoupavá nebo občas plovoucí, v uzlinách ji vyrůstají vláknité kořínky a je v mnohočetných přeslenech (6 až 12) porostlá listy které jsou čárkovité, celokrajné a vodorovně odstávají. Listy rostoucí pod vodní hladinou bývají dlouhé až 10 cm, žlutozelené a měkké, kdežto listy vynořené nebývají delší než 4 cm a jsou tmavě zelené, tuhé a podobají se jehlicím.
Z úžlabí vynořených listů vyrůstají jednotlivě nebo v hroznech drobné, asi 1 mm velké zelenkavé květy, bývají oboupohlavné nebo jednopohlavné. Jsou bez okvětních lístků, mají jednu tyčinku s prašníkem na tenké nitce a spodní semeník s jedním vajíčkem a nitkovitou čnělku s pérovitou bliznou. Květy se opylují větrem a pro zamezení autogamie dozrává blizna dříve než prašník. Kvetou od května do července a z opylených květů vznikají drobné plody. Jsou to hladké, vejčité, asi 1,5 mm velké nažky které jsou šířeny vodou nebo živočichy. Ploidie druhu je 2n = 32.

## Rozmnožování
Rostliny se mohou rozšiřovat semeny (nažkami), která po určitou dobu plavou na hladině a jsou vodou odnášena na příhodné místo, nebo se nalepí na nohy či peří vodních ptáků. Na svých stanovištích se přirozeně rozmnožují rozrůstáním oddenků a z uzlin ponořených lodyh vyrůstají adventní kořínky, z kterých po odlomení mohou lodyhy zakořenit.

## Význam
Na větších plochách poskytují rostliny svými semeny i mladými listy potravu pro vodní ptactvo a poskytují útočiště pro drobné živočichy.
Druh je často uměle rozmnožován a vysazován do ozdobných zahradních jezírek. Dobře poslouží i pro potřeby chovatelů rybek, jejích potěr nalézá v hustých listech úkryt. Rostlina je více vhodná pro venkovní prostředí než bytová akvária.

## Ohrožení
Prustka obecná je rostlinou, která se v české přírodě vyskytuje ve stále menším počtu. Za hlavní příčiny tohoto stavu je považováno intenzivní rybniční hospodaření, regulace vodních toků, zánik mrtvých říčních ramen a odvodňování bažinatých území. Pro podporu její ochrany je „Vyhláškou MŽP ČR č. 395/1992 Sb. ve znění vyhl. č. 175/2006 Sb.“ i „Červeným seznam cévnatých rostlin České republiky z roku 2012“ prohlášena a chráněna jako kriticky ohrožený druh.